# Glögg

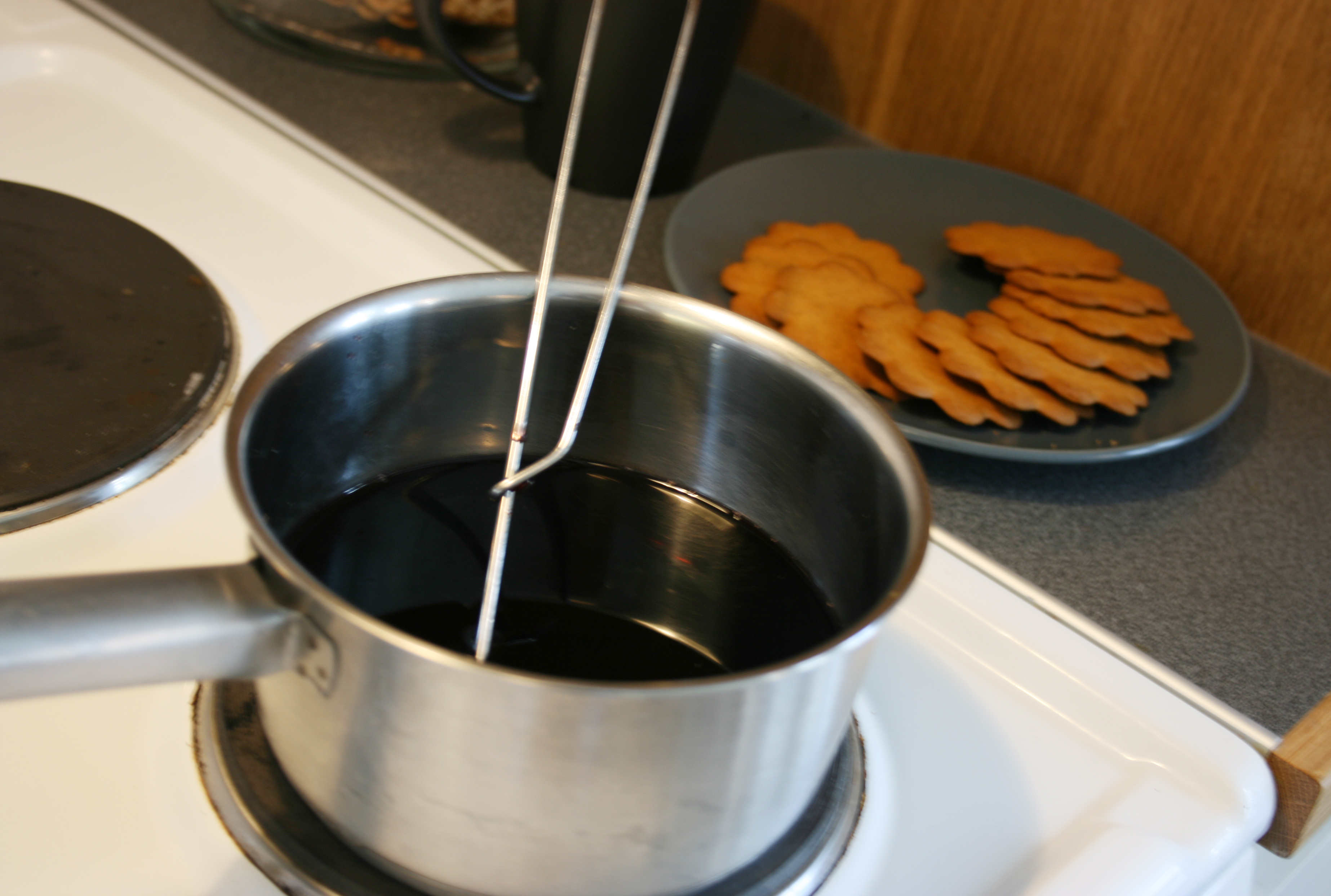
Der Glögg wird erwärmt

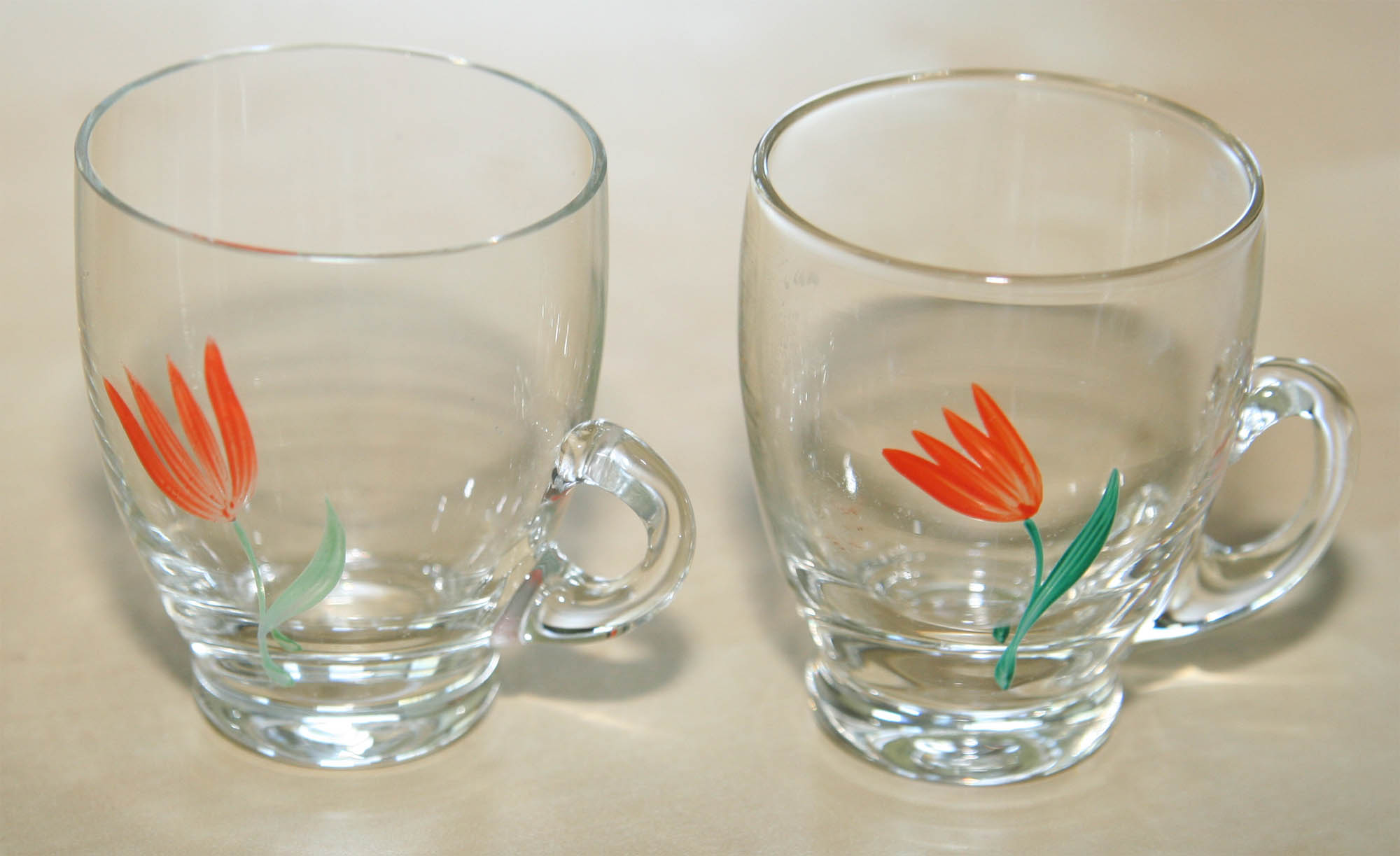
Glögg-Gläser

Glögg (schwedisch und isländisch: glögg, dänisch, norwegisch und färöisch: gløgg, finnisch und estnisch: glögi) ist ein skandinavischer Glühwein aus Rotwein und Korn oder Wodka und Gewürzen, wie z. B. Zimt, Kardamom, Ingwer und Nelken und ist inzwischen eines der bekanntesten Getränke in Skandinavien. Dazu werden Rosinen und geschälte Mandeln serviert, mit denen sich jeder wunschgemäß versehen kann, und die man in den warmen Glögg gibt.
Glögg wird manchmal auch als Schwedenpunsch oder als finnischer Glühwein bezeichnet.
Traditionell trinkt man Glögg in der Adventszeit und besonders zum Luciafest. Dazu gibt es Lussekatter (süße Hefebrötchen mit Safran) und Pfefferkuchen. In der Vorweihnachtszeit wird überall in Schweden und auch in Finnland zu jeder Tageszeit Glögg auch ohne Alkohol angeboten. In den Lebensmittelläden und in den staatlichen Geschäften für alkoholische Getränke (Systembolaget in Schweden; Alko in Finnland) gibt es fertig gewürzte Mischungen mit unterschiedlichem Alkoholanteil zu kaufen.